# Heinrich von und zu Liechtenstein
Prinz Heinrich von und zu Liechtenstein, Graf zu Rietberg (Heinrich Hartneid Maria Franz de Paula Johann Alois Joseph Ignatius Benedictus Hilarion; * 21. Oktober 1920 auf Schloss Groß Ullersdorf; † 29. November 1993 in Grabs, Kanton St. Gallen, Schweiz) war ein liechtensteinischer Botschafter.

## Biografie
Liechtenstein war der jüngste Sohn des Prinzen Alois von und zu Liechtenstein (1869–1955) und dessen Gattin Elisabeth, geborene Erzherzogin von Österreich (1878–1960). Er wuchs auf Schloss Groß Ullersdorf auf und besuchte von 1926 bis 1930 die Volksschule in Reitendorf. Als Privatist kam er 1930 an das Schottengymnasium in Wien und legte 1938 seine Maturitätsprüfung ab. Danach folgte ein Studium an der Wiener Hochschule für Welthandel, welches er 1941 als Diplom-Kaufmann abschloss. Im Anschluss nahm er Sprachstudien auf und arbeitete für die fürstliche Vermögensverwaltung. Am 27. Dezember 1944 ernannte ihn sein ältester Bruder Fürst Franz Josef II. zum Geschäftsträger der wiedererrichteten liechtensteinischen Gesandtschaft in Bern. Bis zur Schaffung der Dienststelle für Integrationsfragen 1970 war Liechtenstein federführend für die außenpolitischen Agenden seines Landes verantwortlich. Er wirkte unter anderem beim Beitritt Liechtensteins zum Internationalen Gerichtshof 1949, der Anpassung des Zollvertrages mit der Schweiz 1950, beim Liechtenstein-Sonderprotokoll mit der Europäischen Freihandelsassoziation (EFTA) 1959 und beim Fremdenpolizeiabkommen mit der Schweiz 1963 mit. 1965 nahm er als Vertreter seines Landes an den Beisetzungsfeierlichkeiten für Sir Winston Churchill in London teil.
Am 21. Juni 1969 erfolgte die Erhebung der liechtensteinischen Gesandtschaft in Bern in den Rang einer Botschaft und seine Ernennung zum Botschafter. In seiner Amtszeit als Botschafter wirkte er unter anderem beim Staatsbesuch seines Bruders beim Schweizerischen Bundesrat 1970, dem Zusatzabkommen des Freihandelsabkommens der Schweiz mit der Europäischen Wirtschaftsgemeinschaft (EWG) 1972, der Teilnahme Liechtensteins an der Konferenz über Sicherheit und Zusammenarbeit in Europa (KSZE) 1971/1973, dem neuen Postvertrag mit der Schweiz 1977, dem Beitritt seines Landes zum Europarat 1978 und dem formellen Währungsvertrag mit der Schweiz 1980 mit. Liechtenstein war über viele Jahre Vize-Doyen des Diplomatisches Corps in Bern und wesentlich am Ausbau der engen Beziehungen des Fürstentums zur Schweiz beteiligt. 1989 erfolgte seine Pensionierung.
Von 1983 bis 1991 war er nicht-residierender Botschafter des Fürstentums Liechtenstein in Österreich. Seine letzten Lebensjahre verbrachte er in Liechtenstein. Er verstarb am 29. November 1993 in Grabs. Sein Leichnam wurde nach Vaduz überführt und in der Fürstlichen Gruft beigesetzt.

## Familie
Liechtenstein heiratete am 23. April 1968 in Wien Amalie Gräfin Podstatzky-Lichtenstein (1935–2025), einzige Tochter von Leopold Graf Podstatzky-Lichtenstein (1903–1979) und dessen Gattin Marie, geborene Gräfin Kinsky von Wchinitz und Tettau (1912–1994). Aus der Ehe gingen drei Kinder hervor: Elisabeth (* 1969), Hubertus (* 1971) und Marie Therese (* 1974).

## Auszeichnungen
- 1956: Grosskreuz des Fürstlich Liechtensteinischen Verdienstordens
- 1957: Großes Goldenes Ehrenzeichen am Bande für Verdienste um die Republik Österreich[2]
- 1964: Großkreuz des Ordens de Isabel la Católica[3]
- 1968: Grosskreuz mit Brillanten des Fürstlich Liechtensteinischen Verdienstordens
- 1983: Großkreuz des Piusordens[4]